# Lactarius atroviridis
Lactarius atroviridis är en svampart som beskrevs av Peck 1889. Lactarius atroviridis ingår i släktet riskor och familjen kremlor och riskor.   Inga underarter finns listade i Catalogue of Life.